# Marcin Machowiak
Marcin Machowiak (ur. 7 kwietnia 1916 w Bochum, zginął 22 lipca 1944) – starszy sierżant pilot Wojska Polskiego, chorąży (ang. Warrant Officer) Królewskich Sił Powietrznych.

## Życiorys

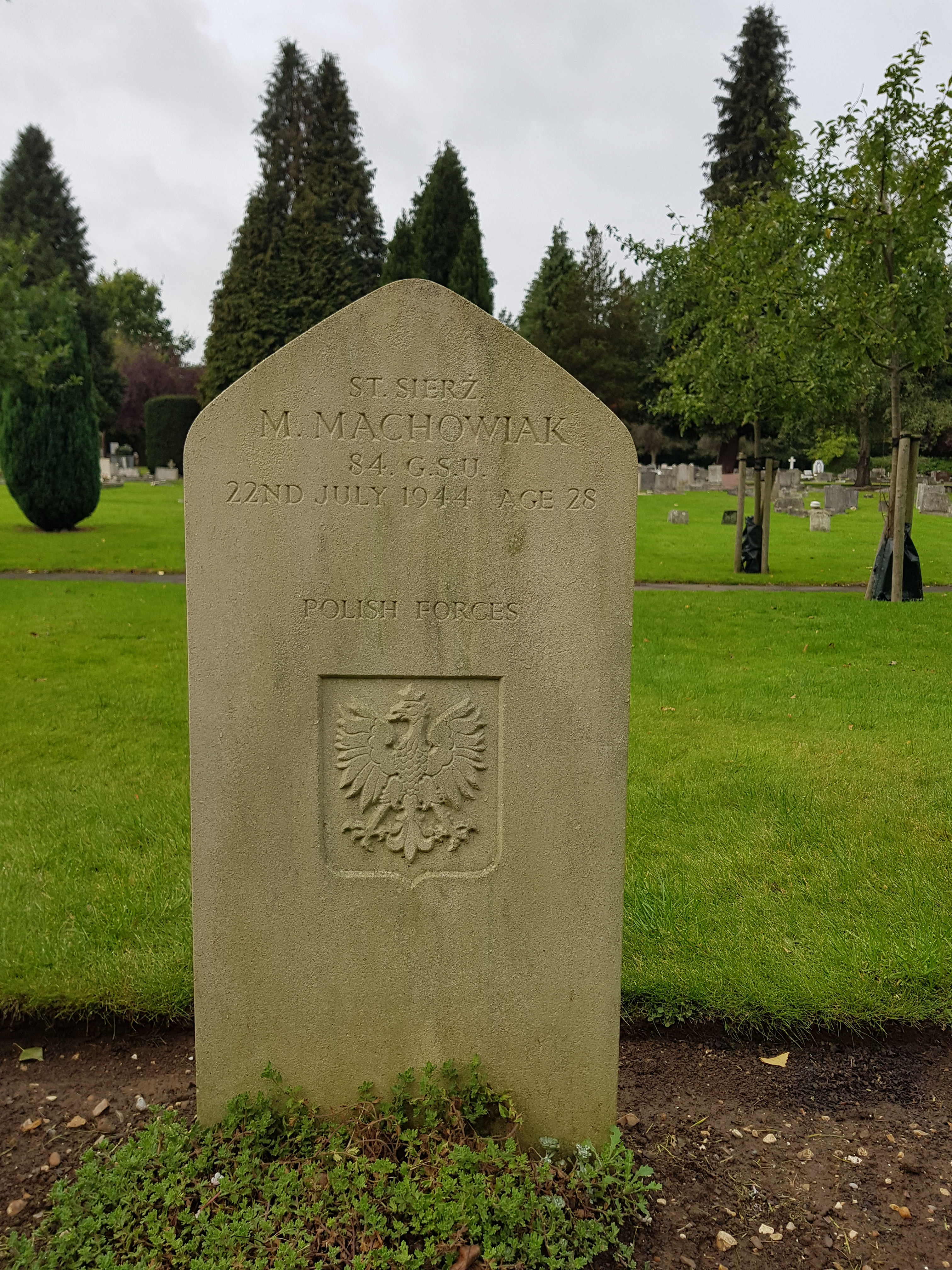
Nagrobek na cmentarzu w Northwood

Syn Marcina i Katarzyny, wstąpił do wojska w 1935 roku.
W kampanii francuskiej 1940, od 12 czerwca, walczył w składzie klucza por. Franciszka Skiby, wraz z por. Eugeniuszem Antolakiem, w ramach I/55 Groupe de Chasse et de Défense w Châteaudun należącego do I Klucza Kominowego (Kr). Pod koniec kampanii wraz z innymi pilotami polskimi został wyznaczony do obrony fabryki silników Hispano-Suiza w Limoges. Stamtąd ewakuowano go do Bordeaux. 16 i 17 czerwca piloci jednostki bronili tego miasta przed atakami Luftwaffe. W Bordeaux Polacy zostali zaokrętowani i odpłynęli do Wielkiej Brytanii, dotarli tam 21 czerwca 1940.
W Anglii otrzymał numer służbowy 782453 i po przeszkoleniu 19 września 1940 został skierowany do 306 dywizjonu myśliwskiego „Toruńskiego”. 29 sierpnia 1941 r. podczas operacji Circus 88 w rejonie Hazebrouck zestrzelił Me 109. 1 września 1941 r. awansowany do stopnia sierżanta. Od 13 września 1942 r. instruktor w 58 OTU. 1 marca 1943 r. awansowany do stopnia starszego sierżanta.
W 1943, w składzie Polskiego Zespołu Myśliwskiego walczył w kampanii afrykańskiej (2 kwietnia 1943 zestrzelił Me 109, 2 kwietnia uszkodził Me 109, 30 kwietnia Fw 190). Po powrocie na Wyspy Brytyjskie latał bojowo w składzie 303 i 306 dywizjonu myśliwskiego. 27 września 1943 r. podczas operacji Ramrod 250 zgłosił zestrzelenie Fw 190 w rejonie Forges.
22 lipca 1944 r. podczas lotu treningowego samolotem typu Auster III (nr MZ254) w okolicy Aldsworth (Sussex) zderzył się z drzewami i zginął. Pochowany na cmentarzu w Northwood w Londynie, grób nr H 450.

## Zwycięstwa powietrzne
Na Liście Bajana sklasyfikowany został na 83. pozycji z trzema samolotami przeciwnika zestrzelonymi na pewno i dwoma uszkodzonymi.
Chronologiczny wykaz zwycięskich walk powietrznych:

### zestrzelenia pewne
- Me 109F – 29 sierpnia 1941 (pilotował Spitfire IIb P8342 / UZN)
- Me 109 – 2 kwietnia 1943 (pilotował Spitfire IX EN361 / ZX3)
- Fw 190 – 27 września 1943 (pilotował Spitfire Vb UZN)

### uszkodzenia
- Me 109 – 2 kwietnia 1943 (pilotował Spitfire IX EN361 / ZX3)
- Fw 190 – 30 kwietnia 1943 (pilotował Spitfire IX EN268 / ZX7)

## Odznaczenia
- Krzyż Srebrny Orderu Wojennego Virtuti Militari nr 8581
- Krzyż Walecznych – czterokrotnie
- Medal Lotniczy - dwukrotnie
- Polowy Znak Pilota